# 1817 Katanga
1817 Katanga è un asteroide della fascia principale del diametro medio di circa 15,9 km. Scoperto nel 1939, presenta un'orbita caratterizzata da un semiasse maggiore pari a 2,3713440 UA e da un'eccentricità di 0,1915758, inclinata di 25,73125° rispetto all'eclittica.
Il nome dell'asteroide deriva da quello della provincia del Katanga, una ricca regione mineraria nella Repubblica Democratica del Congo in Africa centrale.